# Albert Llimós i Bifet
Albert Llimós i Bifet   (Torrefarrera, 1981) és un periodista i escriptor català.
Llicenciat en Comunicació Audiovisual per la Universitat Pompeu Fabra de Barcelona i en periodisme per la Universitat Autònoma de Barcelona. Va començar com a periodista a la Cadena Ser, compaginant les tasques a la televisió local del grup Prisa, Localia, i la feina de periodista esportiu a Ràdio Barcelona. També ha col·laborat a Rac1, Betevé, i la MBC dels Emirats Àrabs. El 2013 aterra al diari Ara per cobrir la informació del Barça, i cinc anys després passa a liderar l'àrea d'investigació del diari, creada el 2018. Al llarg d'aquests anys, Llimós ha participat en reportatges d'investigació sobre assetjament, abusos sexuals i abús de poder. En destaquen els casos de l'exmossèn de Vilobí d'Onyar, l'Aula de Teatre de Lleida (que va derivar en un documental titulat El sostre groc d'Isabel Coixet), l'Institut del Teatre o el cas Benaiges.
La seva primera novel·la va ser La dona que fugia de la boira, finalista del Premi Sant Jordi de novel·la del 2010. El llibre repassa la trajectòria vital de la Teresa, nascuda a la plana de Lleida que fuig de la boira a Barcelona. La vida de la Teresa és difícil entre la dictadura de Primo de Rivera, la Guerra del 36 i el Franquisme. El 2022 va publicar la seva segona obra, La noia del bar. El febrer de 2024 va aparèixer el seu primer llibre de no-ficció, Intocables, una obra que aprofundeix en les investigacions sobre abusos i assetjament destapades al diari ARA i on l'autor és el fil conductor. Llimós és professor de periodisme a la Universitat Pompeu Fabra.
La tardor de 2022 va rebre el premi Àlex Lliteras per la investigació sobre el Cas Benaiges, on va publicar les pràctiques abusives d'Albert Benaiges.